# Caro Ramsay
Caro Ramsay (Govan, ...) è una scrittrice e fisioterapista britannica, parte del gruppo giallista Tartan Noir. I suoi primi due romanzi sono police procedural ambientati a Glasgow, con i due personaggi principali DI Colin Anderson and DS Costello della Polizia Criminale..
Laureata presso la Scuola Britannica di Osteopatia, dirige una clinica osteopata nella Scozia occidentale, curando animali ed esseri umani, mentre scrive nel tempo libero che le rimane.
Il suo primo romanzo giallo, intitolato Absolution (Assoluzione) è stato selezionato per il premio New Blood Dagger della Crime Writers' Association e il suo secondo, Singing to the dead, prescelto come libro dell'anno 2010 nel Theakston's Crime Writing Festival. Il terzo episodio della serie, Dark Water, è stato pubblicato in agosto 2010, con il quarto a seguire.

## Opere
- Absolution (2007)
- Singing to the Dead (2009)
- Dark Water (2010)